# Казахстан на пляжных Азиатских играх 2012
На 3-х пляжных Азиатских играх, проходивших 12—22 июня 2012 года в городе Хайяне  (Китай), Казахстан представляли шесть спортсменов (четверо мужчин и две женщины), соревновавшихся в пляжном волейболе. По итогам соревнований казахстанцы смогли завоевать одну серебряную и одну бронзовую медаль.

## Медалисты
| Серебро |                                       |                            |
| №       | Спортсмены                            | Вид спорта (дисциплина)    |
| 1       | Дмитрий Яковлев, Алексей Кулешов      | Пляжный волейбол (мужчины) |
| Бронза  |                                       |                            |
| №       | Спортсмены                            | Вид спорта (дисциплина)    |
| 1       | Александр Дьяченко, Алексей Сидоренко | Пляжный волейбол (мужчины) |

## Пляжный волейбол

### Мужчины
| Спортсмены                           | Отборочный раунд                                       | Отборочный раунд | 1/8 финала                                         | 1/4 финала                                           | 1/2 финала                                                            | Финал                                                              |
| Спортсмены                           | Результаты                                             | Место            | 1/8 финала                                         | 1/4 финала                                           | 1/2 финала                                                            | Финал                                                              |
| ------------------------------------ | ------------------------------------------------------ | ---------------- | -------------------------------------------------- | ---------------------------------------------------- | --------------------------------------------------------------------- | ------------------------------------------------------------------ |
| Дмитрий Яковлев Алексей Кулешов      | Моеурнг Ратха, Пхат Сопхеак 2–0 21–15, 21-18           | Группа F 1       | Бахман Колипури, Сабер Хушманд 2–0 21–13, 21-8     | Ли Чжоцинь, Чжан Лицзэн 2–1 16–21, 21-15, 18-16      | Диан Путра Сантушу, Фахриансьях 2–0 21–19, 21-18                      | Аде Чандра Рачмаван, Коко Прасетьо Даркункоро 0–2 20–22, 17-21     |
| Дмитрий Яковлев Алексей Кулешов      | Мохан Путхатхан, Джон Прадип 2–0 21–14, 21-17          | Группа F 1       | Бахман Колипури, Сабер Хушманд 2–0 21–13, 21-8     | Ли Чжоцинь, Чжан Лицзэн 2–1 16–21, 21-15, 18-16      | Диан Путра Сантушу, Фахриансьях 2–0 21–19, 21-18                      | Аде Чандра Рачмаван, Коко Прасетьо Даркункоро 0–2 20–22, 17-21     |
| Александр Дьяченко Алексей Сидоренко | Рустам Бозорбоев, Муродали Худойбердиев 2–0 21–5, 21-7 | Группа A 1       | Нгуен Тхань Винь, Нгуен Чонг Куок 2–0 21–10, 21-15 | Хайтам аль-Шерейки, Бадар аль-Субхи 2–0 21–19, 21-11 | Аде Чандра Рачмаван, Коко Прасетьо Даркункоро 1–2 21–17, 28-30, 10-15 | Матч за 3-е место Диан Путра Сантушу, Фахриансьях 2–0 21–13, 21-12 |
| Александр Дьяченко Алексей Сидоренко | Вон Чуньвай, Вон Куаньпон 2–0 21–9, 21-13              | Группа A 1       | Нгуен Тхань Винь, Нгуен Чонг Куок 2–0 21–10, 21-15 | Хайтам аль-Шерейки, Бадар аль-Субхи 2–0 21–19, 21-11 | Аде Чандра Рачмаван, Коко Прасетьо Даркункоро 1–2 21–17, 28-30, 10-15 | Матч за 3-е место Диан Путра Сантушу, Фахриансьях 2–0 21–13, 21-12 |

### Женщины
| Спортсмены                      | Отборочный раунд                                | Отборочный раунд | 1/8 финала                                         | 1/4 финала                                        | 1/2 финала                                                 | Финал                                                                |
| Спортсмены                      | Результаты                                      | Место            | 1/8 финала                                         | 1/4 финала                                        | 1/2 финала                                                 | Финал                                                                |
| ------------------------------- | ----------------------------------------------- | ---------------- | -------------------------------------------------- | ------------------------------------------------- | ---------------------------------------------------------- | -------------------------------------------------------------------- |
| Татьяна Машкова Ирина Цимбалова | Мики Ояма, Анджела Исида 2–1 19–21, 21–14, 15–5 | Группа U 1       | Чуда Кумари Кхадка, Нита Кумари Шах 2–0 21–9, 21-4 | Нгуен Тхи Тьеп, Фан Тхи Кам Хонг 2–0 21-14, 21-18 | Варапатсорн Радаронг, Танараттха Удомчави 0–2 22–24, 17-21 | Матч за 3-е место Гоу Найхань, Чжан Хуэйминь 1–2 16–21, 18-21, 13-15 |
| Татьяна Машкова Ирина Цимбалова | Чжу Миньминь, Ма Чженьни 2–0 21–16, 21-17       | Группа U 1       | Чуда Кумари Кхадка, Нита Кумари Шах 2–0 21–9, 21-4 | Нгуен Тхи Тьеп, Фан Тхи Кам Хонг 2–0 21-14, 21-18 | Варапатсорн Радаронг, Танараттха Удомчави 0–2 22–24, 17-21 | Матч за 3-е место Гоу Найхань, Чжан Хуэйминь 1–2 16–21, 18-21, 13-15 |